# Овражная (Орловская область)
Овражная — деревня в Орловской области России. 
В рамках административно-территориального устройства входит в Неполодский сельсовет Орловского района, в рамках организации местного самоуправления — в Орловский муниципальный округ.

## География
Расположена в 16 км к северу от центра города Орла.

## История
В 1961 году указом Президиума Верховного Совета РСФСР деревня Малая Дураковка переименована в Овражная.

## Население
| 2010 |
| ---- |
| 4    |

Согласно результатам переписи 2002 года, в национальной структуре населения русские составляли 100 % от 4 жителей.